# Хемед (мошав)
Хемед (ивр. חֶמֶד‎) — религиозный мошав в центральной части Израиля. Расположен недалеко от Ор-Иегуды. Административно мошав относится к региональному совету «Сдот-Дан». В 2020 году население деревни составляло 1 316 человека.

## История
В 18-м и 19-м веках территория, на который был создан мошав Хемед, принадлежала подрайону города Лод, который охватывал территорию от современного города Модиин-Маккабим-Реут на юге до современного города Эльад на севере и от предгорий на востоке, через долину Лод к окраинам Яффы на западе. Этот район был домом для тысяч жителей примерно в 20 деревнях, которые имели в своем распоряжении десятки тысяч гектаров первоклассных сельскохозяйственных угодий.
Мощав был основан в 1950 году демобилизованными солдатами Армии обороны Израиля, которые были иммигрантами из Чехословакии, Польши и Румынии. Его название является аббревиатурой для «Хайялим Мешухрарим Датиим» (ивр. חֲייִלִים מְשֻׁוחְרֲרִים דָּתִיִּים‎, дословно — «Демобилизованные религиозные солдаты»).
Первоначально жители занимались сельским хозяйством, но сегодня большая часть земли мошава сдается в аренду под склады и промышленные здания.

## Население
По данным Центрального статистического бюро Израиля, население на начало 2020 года составляло 1 316 человек.